# Лоунрок (Орегон)
Лоунрок (англ. Lonerock) — місто (англ. city) в США, в окрузі Ґільям штату Орегон. Населення — 25 осіб (2020).

## Географія
Лоунрок розташований за координатами 45°5′19″ пн. ш. 119°53′3″ зх. д. / 45.08861° пн. ш. 119.88417° зх. д. (45.088698, -119.884091).  За даними Бюро перепису населення США в 2010 році місто мало площу 2,62 км², уся площа — суходіл.

## Демографія
Згідно з переписом 2010 року, у місті мешкала 21 особа в 12 домогосподарствах у складі 5 родин. Густота населення становила 8 осіб/км².  Було 25 помешкань (10/км²).
Расовий склад населення:
| - 100,0 % — білих |

До двох чи більше рас належало 0,0 %. Частка іспаномовних становила 0,0 % від усіх жителів.
За віковим діапазоном населення розподілялося таким чином: 4,8 % — особи молодші 18 років, 47,6 % — особи у віці 18—64 років, 47,6 % — особи у віці 65 років та старші. Медіана віку мешканця становила 54,5 року. На 100 осіб жіночої статі у місті припадало 75,0 чоловіків;  на 100 жінок у віці від 18 років та старших — 81,8 чоловіків також старших 18 років.
Цивільне працевлаштоване населення становило 4 особи. Основні галузі зайнятості: сільське господарство, лісництво, риболовля — 75,0 %, будівництво — 25,0 %.